# Jeff Agoos
Jeffrey Alan "Jeff" Agoos, född 2 maj 1968 i Genève, Schweiz, är en amerikansk före detta fotbollsspelare. Agoos är den spelare som spelat tredje flest landskamper för USA:s landslag efter Cobi Jones och Landon Donovan. Under sin karriär vann han MLS fem gånger; 3 med DC United och 2 gånger med San Jose Earthquakes. Han har även blivit utsedd till "Årets försvarare i MLS" 2001, och 2009 blev han invald i National Soccer Hall of Fame.

## Karriär

### Klubblag
Jeff Agoos slog igenom när han spelade för Virginia Cavaliers under Bruce Arena mellan 1986 och 1990, där han kom med i "Årets lag" bland collage spelare 1988 och 1990.
Efter att Agoos gått klart collage så skrev han på för Maryland Bays. I februari 1991 draftade inomhuslaget Dallas Sidekicks honom där han spelade 30 matcher och gjorde sju mål. 1992 lämnade han för att på heltid representera USA:s landslag. Efter att Agoos inte kom med i USA:s trupp till hemma-VM 1994, så gick han till Los Angeles Salsa. Under hösten 1994 flyttade han till Tyskland för att spela för Wehen Wiesbaden, där det blev nio matcher. Agoos återvände till USA till starten av den nya ligan MLS och hamnade i DC United, där han vann den allra första upplagan av MLS Cup 1996. DC United lyckades även vinna US Open Cup samma år. Agoos DC United vann MLS Cup även 1997 och 1999. Under 1998 lyckades DC United vinna Copa Interamericana efter att ha besegrat Vasco da Gama i finalen.
2001 lämnade Agoos för spel i San Jose Earthquakes, där han vann MLS Cup ytterligare två gånger. Agoos har blivit utsedd till "Årets försvarare" 2001 och dessutom blivit uttagen i "Årets lag" tre gånger (1997, 1999 och 2001). När MLS firade 10 år så tog man ut det bästa laget någonsin, där Jeff Agoos fanns med bland försvararna. 2004 blev Agoos tradad till MetroStars där han spelade en säsong innan han avslutade karriären.

### Landslag
Jeff Agoos gjorde sin landslagsdebut för USA i en match mot Guatemala 10 januari 1988. Hans första mål kom tre dagar senare, även det mot Guatemala. Agoos var den sista spelaren som inte kom med i USA:s trupp till VM 1994 och eldade då upp sin landslagströja. Han kom däremot med i truppen till VM 1998, dock utan att få någon speltid. i VM 2002 spelade han tre matcher och gjorde bland annat ett självmål i skrällsegern mot Portugal. Agoos gjorde totalt 134 landskamper och fyra mål för USA.

## Meriter
DC United
- MLS Cup: 1996, 1997, 1999
- MLS Supporters' Shield: 1997, 1999
- US Open Cup: 1996
- Concacaf Champions League: 1998
- Copa Interamericana: 1998

San Jose Earthquakes
- MLS Cup: 2001, 2003

USA
- CONCACAF Gold Cup: 2002